# Коефіцієнт Бухгольца
Коефіцієнт Бухгольца або Бухгольц — система розрахунку особистих коефіцієнтів учасників шахового турніру або турніру з інших видів настільних ігор, що проводиться за швейцарською системою або системою Макмагона. Використовується для визначення місця шахіста при умові рівності очок з іншими. Розрізняють Бухгольц та прогресивний Бухгольц.

## Принцип
Коефіцієнт Бухгольца дорівнює сумі очок суперників, з якими грав учасник для якого розраховується Бухгольц.
Логіка алгоритму будується на принципі, що чим сильніші суперники - тим більше очок вони здобувають - відповідно, якщо в команди були сильніші суперники вона має право на вище місце ніж та, в якої ці суперники були слабші.

## Приклад
Розглянемо ситуацію, що трапилась на шаховій Олімпіаді 1976 року.
| Місце | Команда                  | Очки | КО | КПер | КНіч | КПор | 1   | 2   | 3    | 4   | 5    | 6    | 7    | 8    | 9    | 10   | 11   | 12   | 13   |
| ----- | ------------------------ | ---- | -- | ---- | ---- | ---- | --- | --- | ---- | --- | ---- | ---- | ---- | ---- | ---- | ---- | ---- | ---- | ---- |
| 25    | Данія                    | 26½  | 10 | 4    | 2    | 7    | (4) | (1) | (1½) | (4) | (½)  | (1)  | (1½) | (2)  | (1½) | (3½) | (2½) | (2)  | (1½) |
| 26-27 | Франція                  | 26   | 14 | 6    | 2    | 5    | (3) | (0) | (0)  | (4) | (2½) | (3)  | (1)  | (2)  | (2½) | (2)  | (1½) | (4)  | (½)  |
| 26-27 | Домініканська Республіка | 26   | 14 | 6    | 2    | 5    | (½) | (½) | (2)  | (4) | (2)  | (1½) | (2½) | (2½) | (1½) | (½)  | (3)  | (2½) | (3)  |
| 28    | Уругвай                  | 26   | 13 | 6    | 1    | 6    | (½) | (2) | (4)  | (1) | (0)  | (2½) | (3)  | (3½) | (1½) | (1½) | (2½) | (2½) | (1½) |

Згідно з регламентом шахової Олімпіади 1976 року, при рівності очок враховувались командні очки (КО). Якщо ж і цих два показники однакові - вираховувавсь коефіцієнт Бухгольця.
Така ситуація склалась із збірними командами Франції та Домініканської Республіки. Алгоритм коефіцієнту Бухгольця говорить, що коефіцієнт дорівнює сумі очок всіх суперників з якими грав учасник.
Команда Франції грала з такими суперниками: Парагваю (яка в підсумковому заліку здобула 27,5 ігрових очок. Див. тут), Англії (здобула 35,5), Уругваю (26 очок), Болівії (24,5), Гернсі (25), Гватемали (24,5), Колумбії (28), Данії (26,5), Домініканської Республіки (26), Шотландії (25,5), Італії (27,5), Таїланду (25,5), Швейцарії (29).
Команда Домініканської Республіки грала з суперниками: Швеції (яка в підсумковому заліку здобула 27,5 ігрових очок. Див. тут), Люксембургу (24,5), Болівії (24,5), Нідерландських Антилських островів (7,5), Коста-Рики (25,5), Нової Зеландії (27), Гватемали (24,5), Гондурасу (26), Франції (26), Данії (26,5), Британських Віргінських островів (13,5), Андорри (23), Гонконгу (24,5 очок).
У підсумку сума всіх очок які здобули суперники команди Франції дорівнює 351, тобто коефіцієнт Бухголця для команди Франції дорівнює 351.
Суперники збірної Домініканської Республіки здобули 300,5 на всіх, тобто коефіцієнт Бухгольця для цієї команди буде дорівнювати 300,5.
У підсумку, оскільки збірна Франції має більший Бухгольц ніж команда Домініканської Республіки, вона й посіла вище місце.
- Б - Бухгольц.

| Місце | Команда                  | Очки | КО | Б     | КПер | КНіч | КПор | 1   | 2   | 3    | 4   | 5    | 6    | 7    | 8    | 9    | 10   | 11   | 12   | 13   |
| ----- | ------------------------ | ---- | -- | ----- | ---- | ---- | ---- | --- | --- | ---- | --- | ---- | ---- | ---- | ---- | ---- | ---- | ---- | ---- | ---- |
| 25    | Данія                    | 26½  | 10 | 349   | 4    | 2    | 7    | (4) | (1) | (1½) | (4) | (½)  | (1)  | (1½) | (2)  | (1½) | (3½) | (2½) | (2)  | (1½) |
| 26    | Франція                  | 26   | 14 | 351   | 6    | 2    | 5    | (3) | (0) | (0)  | (4) | (2½) | (3)  | (1)  | (2)  | (2½) | (2)  | (1½) | (4)  | (½)  |
| 27    | Домініканська Республіка | 26   | 14 | 300,5 | 6    | 2    | 5    | (½) | (½) | (2)  | (4) | (2)  | (1½) | (2½) | (2½) | (1½) | (½)  | (3)  | (2½) | (3)  |
| 28    | Уругвай                  | 26   | 13 | 341   | 6    | 1    | 6    | (½) | (2) | (4)  | (1) | (0)  | (2½) | (3)  | (3½) | (1½) | (1½) | (2½) | (2½) | (1½) |